# Maevia nuda
Maevia nuda är en spindelart som först beskrevs av Christoph Gottfried Andreas Giebel 1863.  Maevia nuda ingår i släktet Maevia och familjen hoppspindlar. Inga underarter finns listade i Catalogue of Life.